# Río Baguales
El río Baguales es un curso natural de agua que nace en la cordillera de los Andes de la Región de Magallanes y fluye en dirección general sur hasta desembocar en el río de las Chinas, que desemboca a su vez en el río Serrano.

## Trayecto
El río Baguales nace al norte de la cuenca del río Serrano, en la sierra Baguales que forma el cordón limítrofe. Su curso sigue la misma dirección del curso superior del río de las Chinas. Tiene dos tributarios de importancia, el río Bandurria en su curso superior y el río Vizcachas en su curso inferior, poco antes de caer al de Las Chinas, tras un trayecto de 45 km.: 597 

## Caudal y régimen
La subcuenca del río Las Chinas comprende el área de drenaje desde su nacimiento hasta su desembocadura en el lago del Toro e incluye a sus principales afluentes: río Baguales y río Vizcachas. Tiene un marcado régimen nival, con sus mayores crecidas en primavera, producto de importantes deshielos de la nieve acumulada en la subcuenca. En años lluviosos y secos los mayores caudales ocurren entre octubre y diciembre, mientras que el resto del año muestra escurrimientos bastante uniformes, sin variaciones de consideración. Los menores caudales ocurren desde enero a septiembre.: 34 

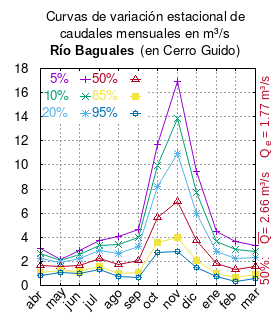
Curvas de variación estacional del río Baguales en cerro Guido.

El caudal del río (en un lugar fijo) varía en el tiempo, por lo que existen varias formas de representarlo. Una de ellas son las curvas de variación estacional que, tras largos periodos de mediciones, predicen estadísticamente el caudal mínimo que lleva el río con una probabilidad dada, llamada probabilidad de excedencia. La curva de color rojo ocre (con {\displaystyle {\color {Red}\vartriangle }}) muestra los caudales mensuales con probabilidad de excedencia de un 50%. Esto quiere decir que ese mes se han medido igual cantidad de caudales mayores que caudales menores a esa cantidad. Eso es la mediana (estadística), que se denota Qe, de la serie de caudales de ese mes. La media (estadística) es el promedio matemático de los caudales de ese mes y se denota {\displaystyle {\overline {Q}}}. 
Una vez calculados para cada mes, ambos valores son calculados para todo el año y pueden ser leídos en la columna vertical al lado derecho del diagrama. El significado de la probabilidad de excedencia del 5% es que, estadísticamente, el caudal es mayor solo una vez cada 20 años, el de 10% una vez cada 10 años, el de 20% una vez cada 5 años, el de 85% quince veces cada 16 años y la de 95% diecisiete veces cada 18 años. Dicho de otra forma, el 5% es el caudal de años extremadamente lluviosos, el 95% es el caudal de años extremadamente secos. De la estación de las crecidas puede deducirse si el caudal depende de las lluvias (mayo-julio) o del derretimiento de las nieves (septiembre-enero).